# Odwarstwienie siatkówki
Odwarstwienie siatkówki (łac. decorticatio retinae) – choroba oka, która następuje, gdy warstwa nerwowo-czuciowa siatkówki oddziela się od warstwy barwnikowej. Choroba ta powoduje upośledzenie wzroku i może prowadzić do całkowitej utraty wzroku, zazwyczaj rozwija się przez parę lat. U osób z dużą krótkowzrocznością, szczególnie narażonych na odwarstwienie siatkówki, może je wywołać nawet średni wysiłek fizyczny.

## Historia
Do końca XIX wieku choroba była nieuleczalna i prowadziła do ślepoty. Skuteczną metodę leczenia schorzenia, tak zwaną „metodę Gałęzowskiego”, wynalazł polski okulista Ksawery Gałęzowski. Upowszechniła się ona dopiero 26 lat później, kiedy ogłosił ją powtórnie szwajcarski okulista Jules Gonin, który obecnie jest uznawany za jej odkrywcę na zachodzie.

## Klasyfikacja ICD10
| kod ICD10     | nazwa choroby                                 |
| ------------- | --------------------------------------------- |
| ICD-10: H33   | Odwarstwienie i przedarcie siatkówki          |
| ICD-10: H33.0 | Odwarstwienie siatkówki z przedarciem         |
| ICD-10: H33.1 | Rozwarstwienie siatkówki i torbiele siatkówki |
| ICD-10: H33.2 | Odwarstwienie siatkówki surowicze             |
| ICD-10: H33.3 | Przedarcie siatkówki bez odwarstwienia        |
| ICD-10: H33.4 | Trakcyjne odwarstwienie siatkówki             |
| ICD-10: H33.5 | Inne postacie odwarstwienia siatkówki         |